# Bothrogonia liui
Bothrogonia liui är en insektsart som beskrevs av Yang et Li 1980. Bothrogonia liui ingår i släktet Bothrogonia och familjen dvärgstritar. Inga underarter finns listade i Catalogue of Life.